# Макдональдська обсерваторія
Макдональдська обсерваторія (англ. McDonald Observatory) — астрономічна обсерваторія, розташована поблизу Форт-Девіса у штаті Техас, США. Головні будівлі знаходяться на горі Лок у горах Девіс, а додаткові об'єкти — на горі Фаулкс, приблизно 1,3 км на північний схід. Обсерваторія є частиною Техаського університету в Остіні як організований дослідницький підрозділ Коледжу природничих наук.
Обсерваторія випускає StarDate, щоденну радіопрограму, що складається з коротких сегментів, пов'язаних з астрономією, яка транслюється як на Національному громадському радіо, так і на комерційних радіостанціях.

## Історія

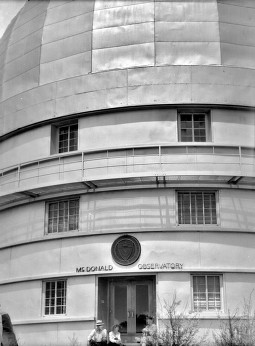
Макдональдська обсерваторія в 2011

Спочатку Макдональдська обсерваторія була заснована техаським банкіром Вільямом Джонсоном Макдональдом (1844—1926), який залишив близько 1 мільйона доларів — більшу частину своїх статків — Техаському університету в Остіні на створення астрономічної обсерваторії. Землю для будівництва обсерваторії Техаському університету пожертвував Едвін Гокадей Фаулкс. Положення заповіту було оскаржено родичами Макдональда, але після тривалої судової боротьби університет отримав близько 800 000 доларів, і будівництво почалося на горі Лок.

Макдональдською обсерваторією до 1960-х років керував Чиказький університет, а під час перебування на посаді директора Гарлана Джеймса Сміта керівництво було передано Техаському університету в Остіні.

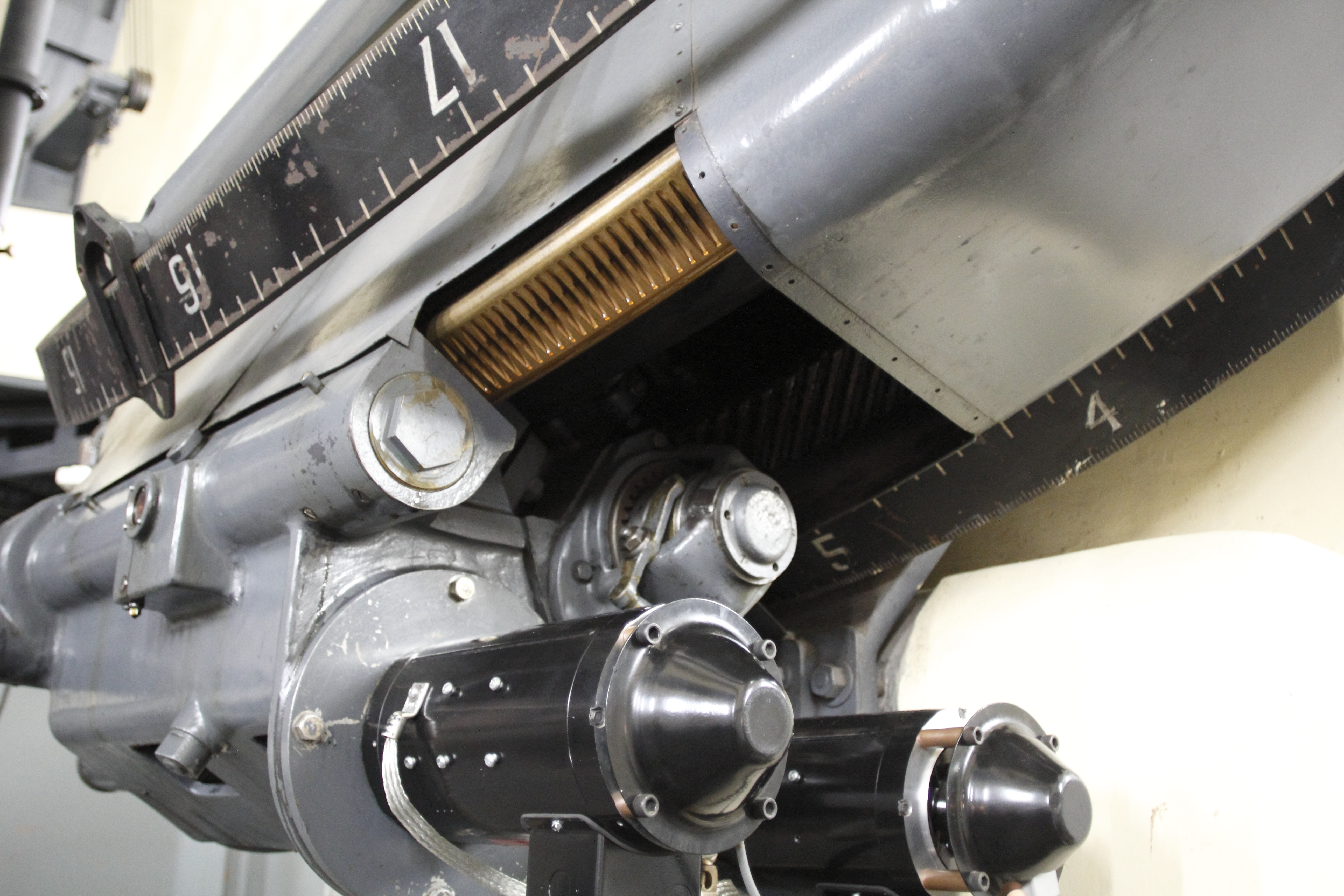
Електродвигуни та датчики положення на телескопі Отто Струве

Телескоп Отто Струве (тоді ще безіменний), був відкритий 5 травня 1939 року і на той час став другим за величиною телескопом у світі та першим великим телескопом, побудованим в обсерваторії. Він розташований на горі Лок на висоті 2070 м. Телескоп Гарлана Сміта, також розташований на горі Лок, був завершений у 1968 році. Гора Лок є найвищою точкою шосе штату Техас.
Телескоп Гоббі-Еберлі, відкритий наприкінці 1997 року, розташований на вершині гори Фаулкс на висоті 2030 м над рівнем моря. Він управляється спільно Техаським університетом в Остіні, Університетом штату Пенсільванія, Мюнхенським університетом Людвіга — Максиміліана та Геттінгенським університетом. Станом на 2019 рік після модернізації телескоп Гоббі-Еберлі став другим або третім за величиною телескопом у світі разом із телескопами Кека. Однак його вартість становила приблизно 20 % вартості інших телескопів подібного розміру через його оптимізацію для спектроскопії.

## Директори
Список директорів обсерваторії:
- Отто Струве (1932—1950)
- Джерард Койпер (вересень 1947–грудень 1949, вересень 1957–березень 1959)
- Бенгт Стремгрен (січень 1951–серпень 1957)
- Вільям Морган (квітень 1959–серпень 1963)
- Гарлан Сміт[en] (вересень 1963—1989)
- Френк Беш[d] (1989—2003)[11]
- Девід Ламберт[en] (2003—2014)[12]
- Тафт Армандрофф[en] (2014–тепер)[13]

## Діяльність
Макдональдська обсерваторія оснащена широким набором приладів для отримання зображень і спектроскопії в оптичному та інфрачервоному діапазонах, а також вона містить першу станцію для лазерної локації Місяця.
Дослідження в Макдональдській обсерваторії охоплюють широкий спектр тем, включаючи пошук планетних систем, зоряну спектроскопію, міжзоряне середовище, позагалактичну астрономію, теоретичну астрономію. Експеримент HETDEX направлений на дослідження природи темної енергії.
Техаський університет в Остіні є партнером-засновником міжнародної колаборації зі створення Гігантського магелланового телескопа. Керівництво Макдональдської обсерваторії, науковці та інженери активно залучені до цього проєкту. Директор Макдональдської обсерваторії Тафт Армандрофф певний час був головою ради директорів Гігантського магелланового телескопа.

## Телескопи

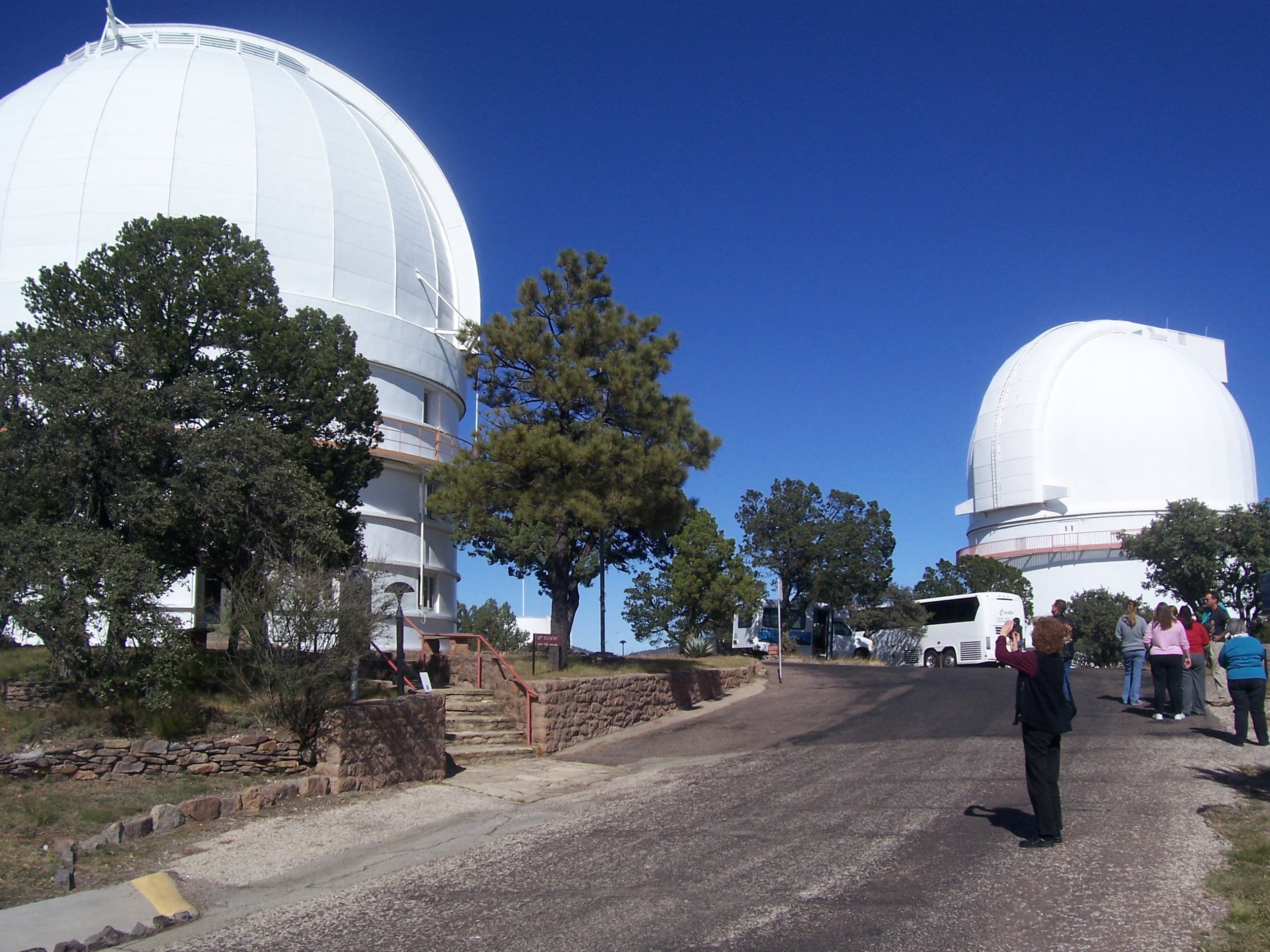
Куполи 2,1-метрового телескопа Отто Струве (ліворуч) і 2,7-метрового телескопа Гарлана Сміта (праворуч)

### Власні телескопи обсерваторії

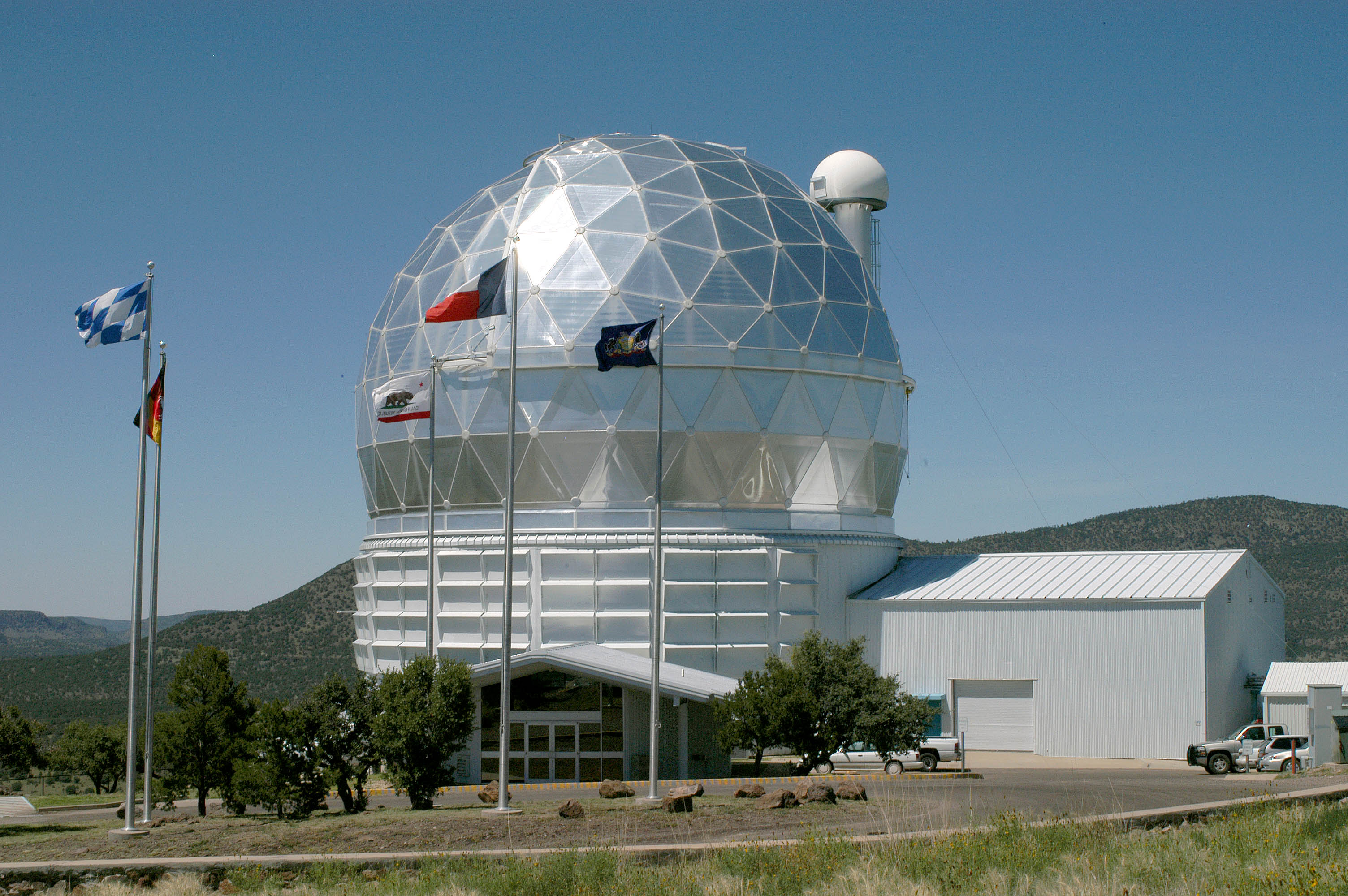
Купол 10-метрового телескопа Гоббі-Еберлі, одного із Список найбільших оптичних телескопів-рефлекторів.

Обсерваторія керує чотирма телескопами:
- 10-метровий телескоп Гоббі-Еберлі на горі Фаулкс
- 2,7-метровий телескоп Гарлана Сміта на горі Лок
- 2,1-метровий телескоп Отто Струве на горі Лок
- 80-сантиметровий телескоп на горі Лок[16][17]

90-сантиметровий телескоп, який раніше використовувався для досліджень, тепер використовується для програм для відвідувачів.

### Телескопи інших установ
Дві горні вершини обсерваторії також містять ряд інших інструментів:
- 1,2-метрова Моніторингова мережа телескопів (Monitoring Network of Telescopes, MONET). Північний телескоп на горі Лок є компаньйоном телескопа Південноафриканської астрономічної обсерваторії в Сатерленді та був побудований Halfmann Teleskoptechnik[en][20].
- Два 1-метрових телескопи й один 40-сантиметровий телескоп, розташовані на горі Фаулкс, є частиною Глобальної мережі телескопів обсерваторії Лас-Кумбрес[en].
- 76-сантиметрова Макдональдська лазерна система вимірювання дальності (McDonald Laser Ranging System, MLRS) працює з телескопом на горі Фаулкс для виконання лазерної локації супутників та лазерної локації Місяця[21].
- 50-сантиметровий рефлектор Річі-Кретьєна на горі Лок, що належить Бостонському університету, використовується для оптичної аерономії[22].
- 40-сантиметровий Роботизований оптичний експеримент з пошуку транзієнтів (Robotic Optical Transient Search Experiment, ROTSE) на горі Фаулкс використовується для пошуку оптичних ознак гамма-спалахів[23].

### Колишні телескопи
- 4,9-метровий радіотелескоп (MWO (Millimeter Wave Observatory, обсерваторія міліметрових хвиль) працював на горі Лок до 1988 року[24]. MWO був спільним проєктом кафедри астрономії та кафедри електротехніки Техаського університету. На місці параболічної антени зараз знаходиться BLOOMhouse, створений Школою архітектури[en] Техаського університету для Solar Decathlon[en] 2007 року, який зараз використовується для розміщення персоналу[25].

## Екскурсії в обсерваторію

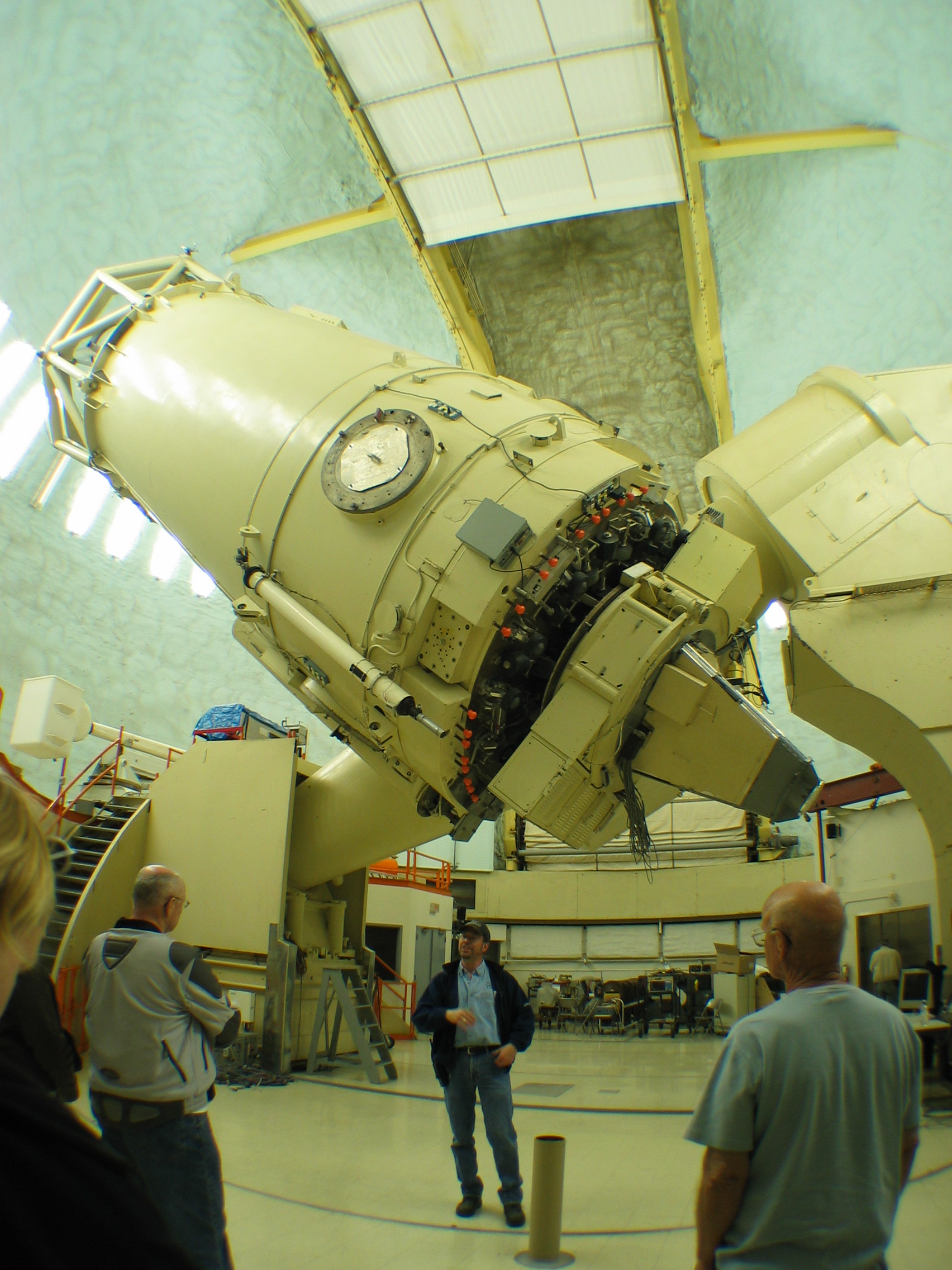
Всередині купола телескопа Гарлана Сміта під час екскурсії

Центр для відвідувачів імені Френка Беша, розташований між горами Лок і Фаулкс, включає сувенірний магазин та інтерактивний виставковий зал. Центр для відвідувачів проводить щоденні спостереження Сонця у великому театрі та екскурсії до найбільших телескопів обсерваторії. Щовівторка, п'ятниці та суботи ввечері тут також проводяться вечірні спостереження, які дозволяють відвідувачам дивитися крізь численні телескопи різних розмірів у парку телескопів Ребекки Гейл.
Спеціальні спостережні вечори, під час яких відвідувачі можуть залишатися в обсерваторії і дивитися безпосередньо в окуляри 90-сантиметрового телескопа і 2,1-метрового телескопа Отто Струве, проводяться лише за попереднім замовленням.

## Галерея

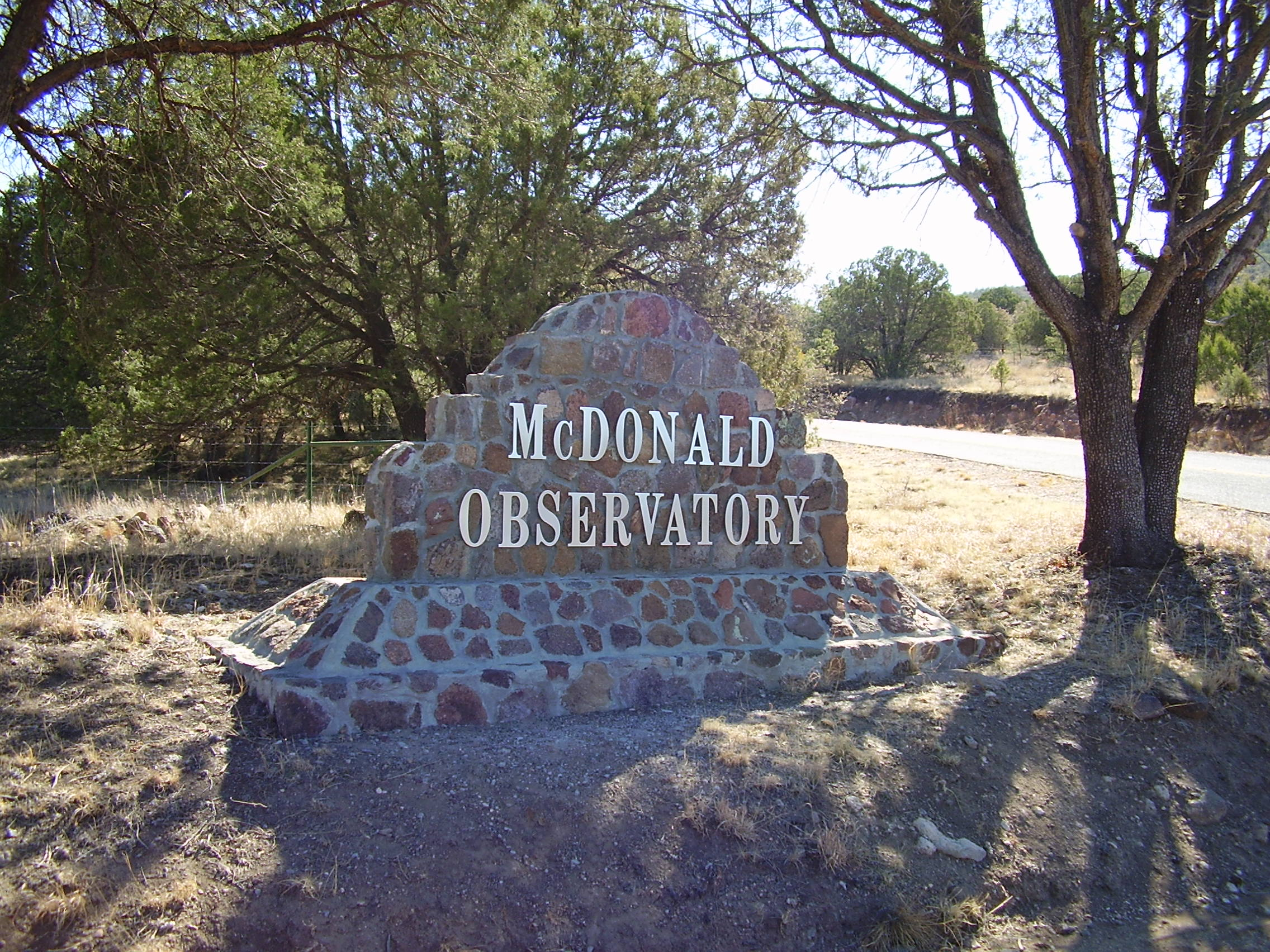
Вхід до обсерваторії
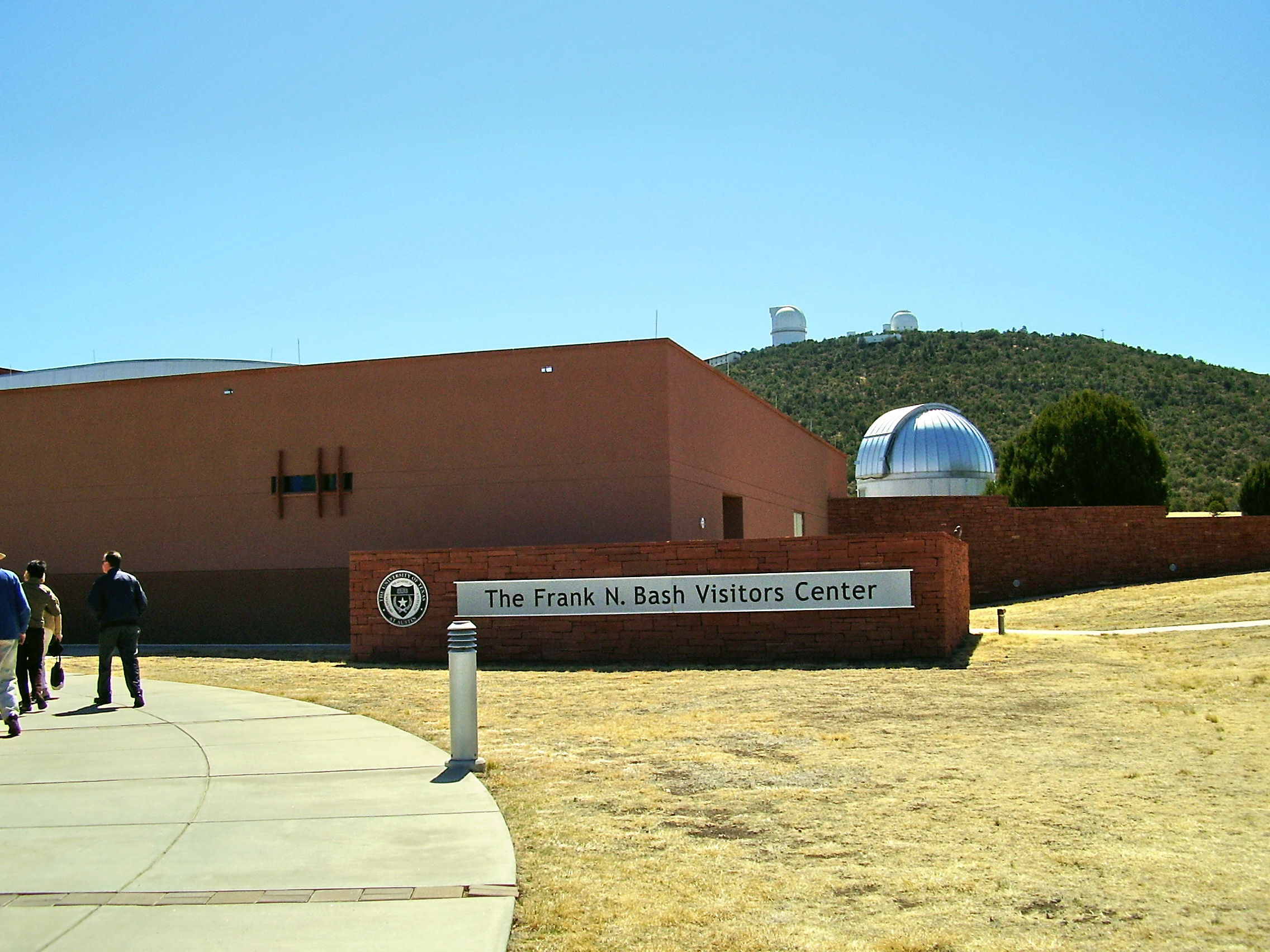
Центр відвідувачів імені Франка Баша
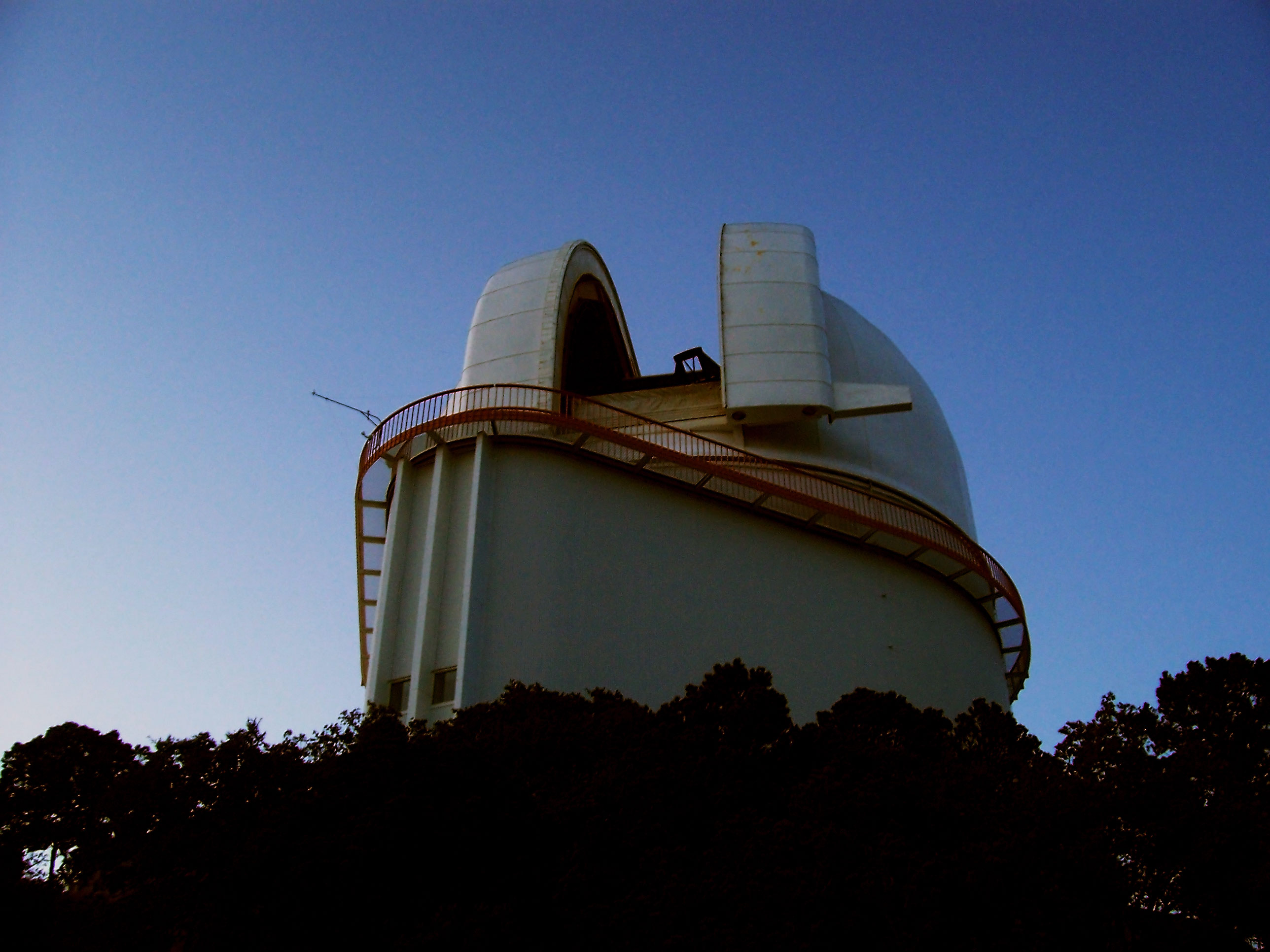
Телескоп Гарлана Сміта готується до спостережень
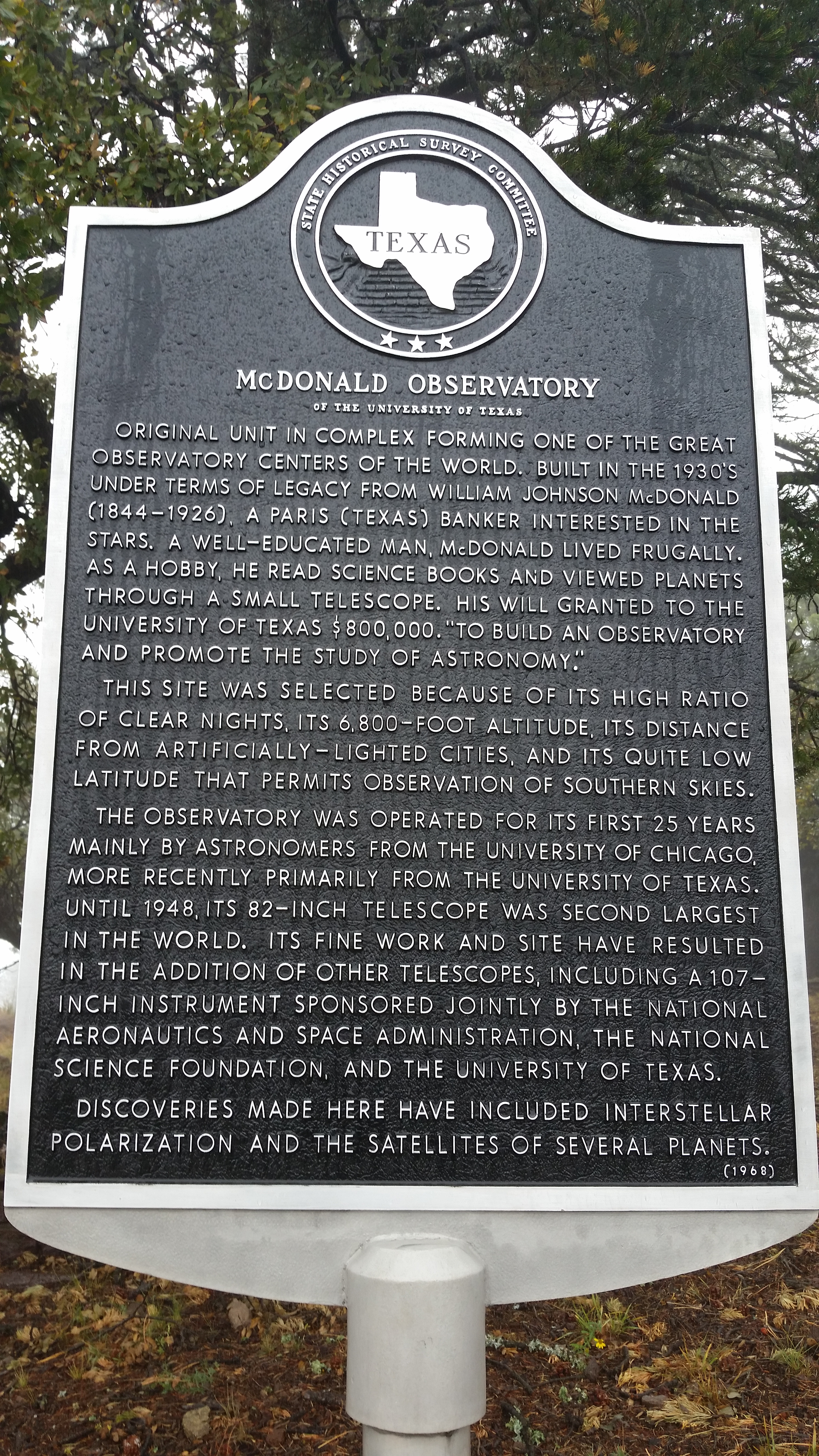
Табличка про історію обсерваторії
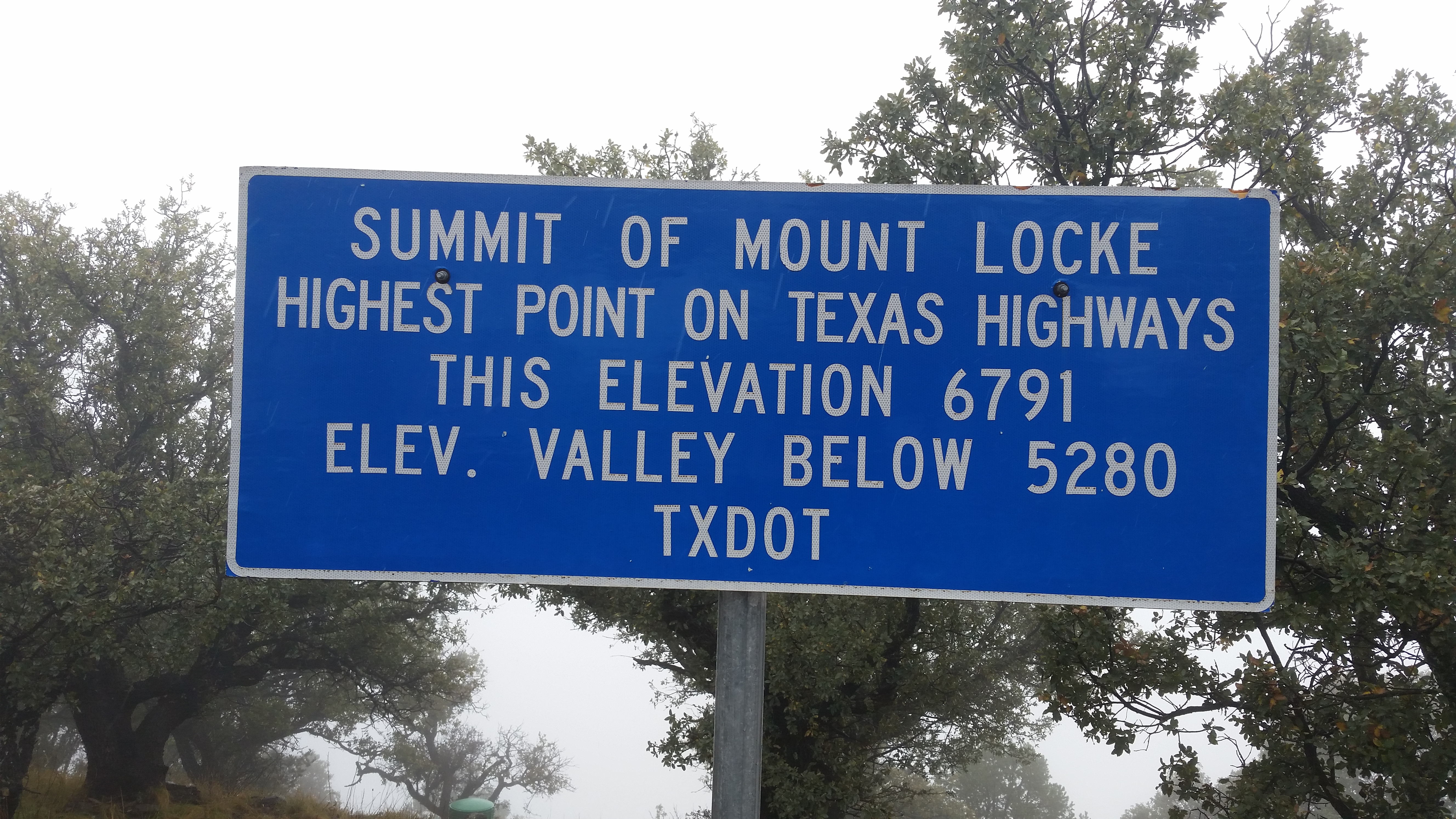
Дорожний знак у Макдональдській обсерваторії